# Heinz Krügel
Heinz Krügel (24. dubna 1921 Zwickau – 27. října 2008 Magdeburg) byl (východo)německý fotbalista a fotbalový trenér.

## Fotbalová kariéra
Hrál za SG Planitz jako záložník.

## Trenérská kariéra
Jako trenér vedl SV Vorwärts KVP Leipzig, BSG Rotation Leipzig, SC Empor Rostock, reprezentaci východního Německa, FC Chemie Halle a 1. FC Magdeburg. S 1. FC Magdeburg vyhrál v roce 1974 Pohár vítězů pohárů a v letech 1972, 1974 a 1975 východoněmeckou fotbalovou ligu.